# La guerre est finie (film)
Pour les articles homonymes, voir La guerre est finie.
Pour plus de détails, voir Fiche technique et Distribution.
La guerre est finie est un film franco-suédois d'Alain Resnais sorti en 1966. Le titre s'inspire du communiqué par lequel Franco déclara le 1er avril 1939 que la guerre d'Espagne était terminée.

## Synopsis
En 1965, Diego, un militant du Parti communiste espagnol, vit en exil à Paris. Il passe régulièrement la frontière sous des identités d'emprunt pour assurer la liaison entre les militants exilés et ceux restés en Espagne.
De retour d'une mission difficile, Diego se prend à douter du sens de son action et des moyens mis en œuvre. Sa confrontation avec les jeunes militants de gauche, qui deviendront les acteurs de Mai 68, est prémonitoire de l'évolution des formes de lutte.
Le scénario de Jorge Semprún est très marqué par son histoire personnelle, sa lutte comme clandestin du Parti communiste espagnol et son éviction en 1964 de la direction du parti pour de graves divergences de vues avec le secrétaire général Santiago Carrillo.
Dans son livre Autobiographie de Federico Sánchez, Semprún revient sur le thème du film en précisant : « L'un des thèmes principaux du film est justement la critique du mot d'ordre de grève générale conçu comme simple expédient idéologique, davantage destiné à unifier religieusement la conscience des militants qu'à agir sur la réalité. » Toujours à propos du film, il ajoute : « Dans La guerre est finie est affirmée l'impossibilité, aujourd'hui vérifiée et même au-delà, d'organiser à dates fixes, à froid, en la télécommandant de l'étranger par le biais d'un appareil clandestin, une action de masse d'ampleur nationale. On y affirme que l'action de masse est autonome et que si le parti peut y jouer un rôle en tant que levain et structure occasionnelle, en aucun cas, il ne saurait s'y substituer. »

## Commentaire
Ce film est peut-être le plus linéaire de Resnais, sous l'influence de sa première collaboration avec Semprún.  Resnais déclare : « Si on avait voulu faire un film sur l'Espagne, il aurait mieux valu faire un documentaire ou lancer une campagne de presse. Je veux dire que si le vrai but était là, se réfugier derrière une fiction serait une lâcheté. Ce qui ne signifie pas que la fiction n'ait pas un rôle à jouer. Quand on voit la fureur que ce film a provoquée auprès du ministère de l'intérieur espagnol (qui a exigé que le film soit retiré de la compétition du Festival de Cannes 1966), j'avoue que je suis surpris. Ils auraient normalement dû le laisser passer ». Le film devait représenter la France. Il fut retiré de la compétition sous la pression du gouvernement franquiste. Les journalistes espagnols présents à Cannes décernèrent cependant un prix Luis-Bunuel (créé pour la circonstance) à La guerre est finie, qui fut également distingué par la Fipresci (Fédération internationale de la presse cinématographique) et par le prix Louis-Delluc.
Peu après, en juillet 1966, Semprún se rend au festival de Karlovy Vary en République socialiste tchécoslovaque, La guerre est finie ayant été sélectionné. Podleniak, le directeur du festival, mal à l'aise dans son rôle répressif, lui annonce que le film est retiré de la sélection officielle mais qu'il sera projeté hors compétition. Sous l'impulsion de Miloš Forman et d'Antonin Liehm, les organisateurs lui décernent cependant un prix spécial.

## Fiche technique
- Titre : La guerre est finie
- Réalisation : Alain Resnais, assisté de Florence Malraux et Jean Léon
- Scénario et dialogues : Jorge Semprún
- Photo : Sacha Vierny
- Son : Antoine Bonfanti
- Caméra : Philippe Brun
- Décors : Jacques Saulnier
- Maquillage : Alexandre Marcus et Éliane Marcus
- Ensemblier : Charles Mérangel
- Musique : Giovanni Fusco
- Montage : Éric Pluet et Ziva Postec
- Script-girl : Sylvette Baudrot
- Chef-machiniste : René Pequignot
- Chef électricien : Yves Laurent
- Photographe de plateau : Nicole Lala
- Régie : Jean Pieuchot et Louis Lliberia
- Coproduction Franco-suédoise  France  Suède
- Directeur de production : Alain Queffelean
- Durée : 121 minutes

## Distribution
- Yves Montand : Diego Mora
- Ingrid Thulin : Marianne
- Jean Dasté : responsable
- Geneviève Bujold : Nadine Sallanches
- Jean Bouise : Ramon
- Paul Crauchet : Roberto
- Dominique Rozan : Jude
- Anouk Ferjac : Marie Jude
- Bernard Fresson : André Sarlat
- Yvette Étiévant : Yvette
- Michel Piccoli : inspecteur des douanes
- Gérard Séty : Bill
- Jacques Rispal : Manolo
- Annie Fargue : Agnès
- Catherine De Seyne : Jeanine
- José-Maria Flotats : Miguel
- Jean-François Rémi : Juan
- Roland Monod : Antoine
- Marcel Cuvelier : inspecteur Chardin
- Gérard Lartigau : chef du groupe AR
- Marie Mergey : Mme Lopez
- Françoise Bertin : Carmen
- Laurence Badie : Bernadette Pluvier
- Antoine Bourseiller : homme du wagon-restaurant
- Claire Duhamel : femme du wagon-restaurant
- Martine Vatel : étudiante
- Antoine Vitez : employé Air France
- Jacques Wallet : CRS
- Pierre Decazes : employé SNCF
- Pierre Leproux : homme en blouse blanche
- R. J. Chauffard : ivrogne (sous le nom de "R.J. Chauffar")
- Jean Bolo : agent de police
- Pierre Barbaud : client du café
- Jean Laroquette : étudiant
- Roger Pelletier : inspecteur des douanes
- Jacques Rolnard : Pierrot
- Fylgia Zadig : hôte réunion clandestine
- Sissi Kaisser : militante espagnole
- Laure Paillette : vieille dame dans l'escalier.
- Jorge Semprún : voix (non crédité)
- Lyne Chardonnet : jolie fille blonde (non créditée)
- Jean-Pierre Kérien : Chardin

## Récompenses et distinctions
1966
- Grand prix de l'Académie du Cinéma
- Prix Louis-Delluc[1]
- Prix Luis-Buñuel des journalistes espagnols[1]
- Prix FIPRESCI du Festival de Cannes 1966 — Prix décerné en dépit de l'exclusion de la compétition officielle sur la pression du gouvernement franquiste[1]
- Prix au Festival international du film de Karlovy Vary
- Prix Méliès

1967
- Prix du meilleur film en langue étrangère aux New York Film Critics Circle Awards

1968
- Nommé pour le meilleur scénario aux Oscars
- Prix du meilleur film étranger 1968 des critiques de New York